# Etukari (ö i Lappland, Kemi-Torneå, lat 65,68, long 24,21)
Etukari är en ö i Finland. Den ligger i Bottenviken och i kommunen Torneå i den ekonomiska regionen  Kemi-Torneå i landskapet Lappland, i den norra delen av landet. Ön ligger omkring 110 kilometer sydväst om Rovaniemi och omkring 610 kilometer norr om Helsingfors.
Öns area är 7 hektar och dess största längd är 0,6 kilometer i sydöst-nordvästlig riktning.